# Orbitron
L'Orbitron era una vettura custom realizzata da Ed Roth. Si riteneva che fosse andata perduta, fino a quando nel 2007 non è stata riscoperta in Messico.

## Costruzione
Costruito del 1964 il veicolo era dotato di motore Chevrolet V8 del 1955 o del 1956, a cui era stata accoppiata una trasmissione automatica Powerglide. La carrozzeria era in fibra di vetro, stesa a mano, e nascondeva l'enorme lavoro di cromatura, fatto da Ed Roth, sul telaio.
L'abitacolo era posizionato all'estremità posteriore dell'auto, alla maniera delle vetture Dragster, ed era arredato con finta pelliccia. Era dotato di un televisore portatile da 11 pollici 1-Touch della General Electrics montato in una console. L'abitacolo era chiuso con un tettuccio a bolla realizzato in plexiglas. Il movimento era assicurato per mezzo di un sistema idraulico anche questo prodotto a mano. Un ordinario interruttore a pressione di serie era stato montato sul cofano per permettere di azionare il tettuccio dall'esterno.
Le altre caratteristiche meccaniche della vettura erano l'assale posteriore della Chevrolet del 1956 e quello anteriore di produzione Ford. I freni, del tipo a tamburo, erano di produzione Buick. Il telaio era fatto a mano con longheroni rettangolari di acciaio da 2 x 4 pollici (5,08 x 10,16 cm). Il motore era un lascito di una Chevrolet del 1955 di Ed Roth, che era stato rimosso per fare spazio ad un motore big-block Mark IV, allora nuovissimo, che gli era stato fornito dalla General Motors. L'Orbitron è stata una delle poche vetture completate da Ed Roth che egli valutava essere un errore, perché sentiva che questa automobile non faceva una grande impressione perché gran parte del lavoro di cromatura del motore e del telaio era stata nascosto. Infatti l'Orbitron era una delle rare vetture custom ad avere un cofano. La caratteristica più evidente della vettura era il suo frontale asimmetrico con fari di colore rosso, verde e blu. Si pensava che la luce dei tre fari, quando combinati, avrebbero prodotto una luce bianca. L'idea veniva dall'allora nuova televisione a colori. A causa del veloce lavoro di realizzazione della parte in vetroresina il tettuccio non chiudeva bene. 

## Proprietà

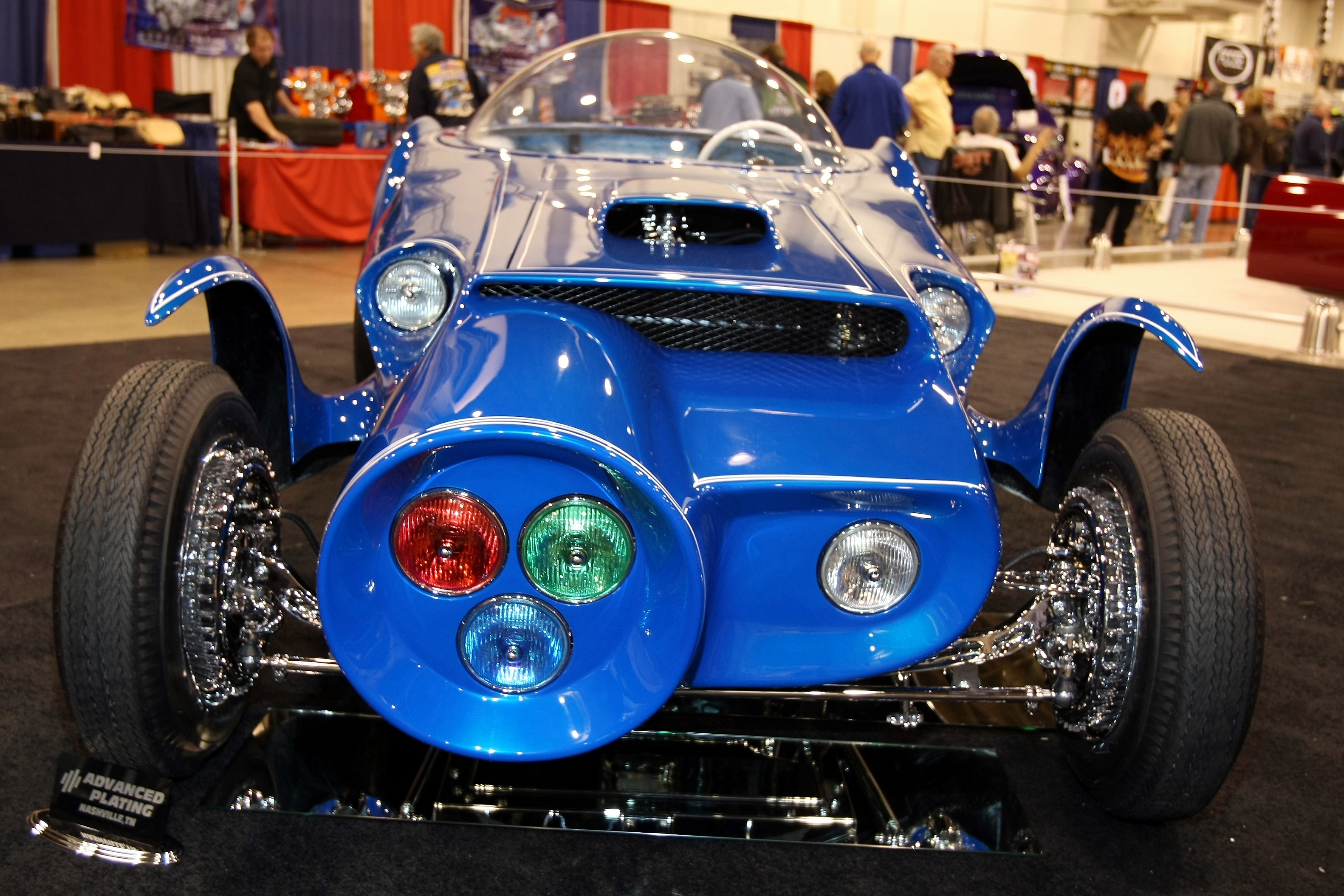
Vista anteriore della Orbitron

Il veicolo venne acquistato da Darryl Starbard, un altro customizzatore, direttamente da Ed Roth nel 1967 per 750 dollari. Alcuni anni dopo Starboard ha venduto il veicolo ad un collezionista sconosciuto del Texas. Da lui venne venduta al proprietario di luna park di Ciudad Juárez, Stato di Chihuahua, Messico, nel 1991 circa. In questa epoca il muso asimmetrico era stato tagliato e gettato via, probabilmente per aumentare il flusso d'aria al radiatore quando la vettura veniva usata nel o vicino al luna park. Il restauratore di automobili Michael Lightbourn aveva sentito delle voci sull'esistenza della vettura a Ciudad Juárez. La scoprì parcheggiata di fronte ad una libreria per adulti dove veniva utilizzata quale auto per la pubblicità. La vettura era stata verniciata a spruzzo con il colore nero, che era ormai scolorito. La vettura mancava del televisore, del cofano, del tachimetro, della pelliccia dell'arredamento dell'abitacolo e del muso, che però era andato perduto da tempo e del tettuccio. Quest'ultimo elemento si pensa sia andato distrutto agli inizi degli anni '70, quando si bloccò imprigionando nell'abitacolo l'allora proprietario della vettura.
Il proprietario della libreria era lo stesso del luna park nel quale veniva utilizzata la vettura. Dopo intense negoziazioni con la famiglia, Lightbourn alla fine riuscì ad acquistare la vettura e riportarla negli Stati Uniti. La vettura venne poi venduta a Beau Boeckmann di Galpin Auto Sport. 

## Restauro

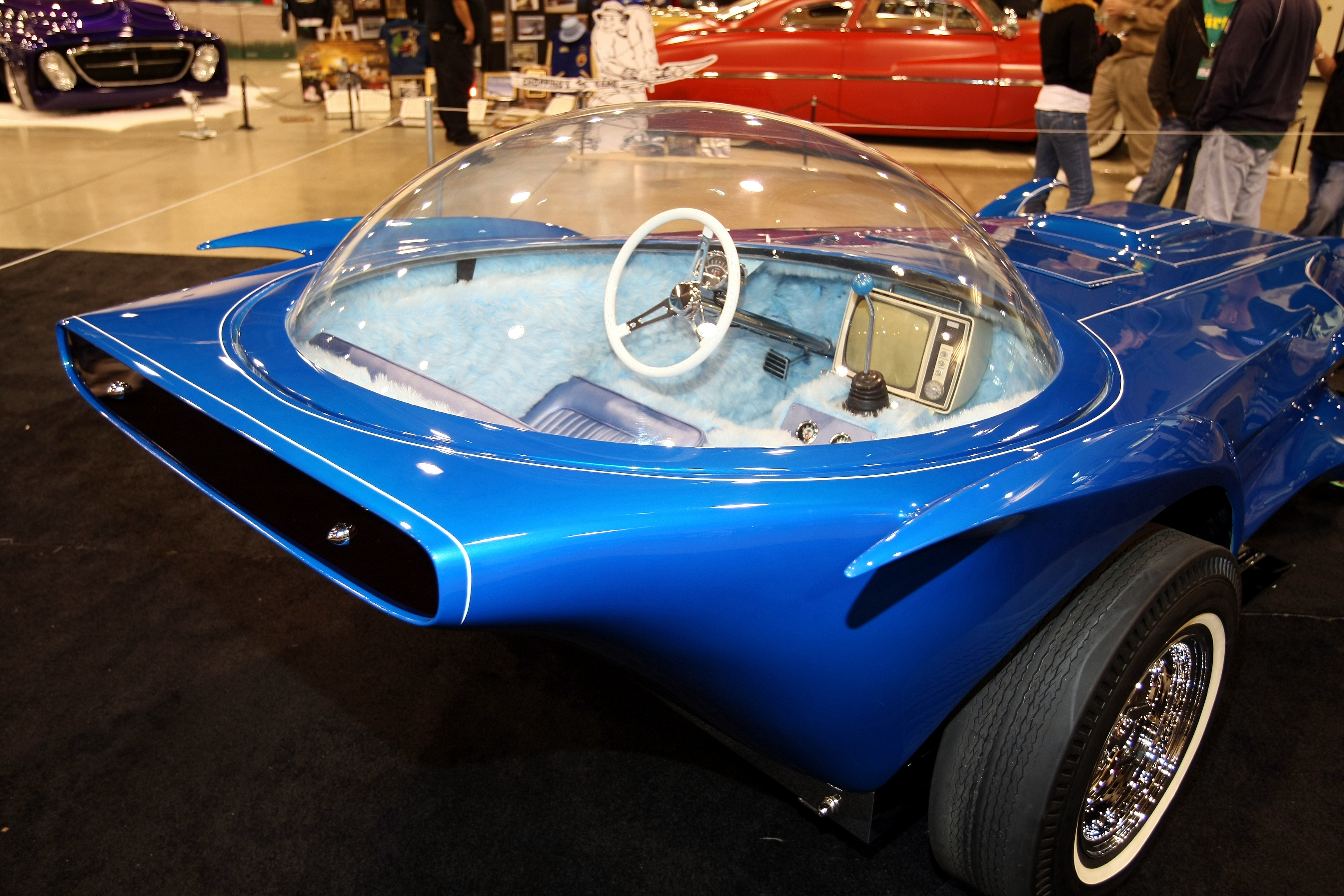
Il tettuccio della Orbitron

Boeckmann completò il restauro della vettura in circa 100 giorni. Tutte le parti originali sono state rimosse dalla vettura, compreso il telaio che era troppo arrugginito per poterlo riutilizzare. È stato comunque mantenuto e conservato da Boeckmann. L'accuratezza del progetto è stato supervisionato dall'allora progettista di Ed, Newt Newton che lo aveva assistito durante il progetto originale del 1964. Anche il televisore presente all'interno dell'abitacolo è stato ripristinato, montandone nella console uno dello stesso tipo. Durante il restauro, venne anche scoperto un piccolo registratore a nastro, ancora funzionante, che era nascosto nell'abitacolo ed era pensato per suonare una registrazione in musica delle caratteristiche della vettura. Oltre al registratore venne anche ritrovata la registrazione originale. Si ritiene che la registrazione sia stata fatta da Tex Ritter. Per la ricostruzione del tettuccio a bolla è stata contattata la Planet Plastic di Chino, California, che aveva realizzato quello originale.
Prove del colore originale Candy Blue vennero ritrovate all'interno ed sono state usate come base per riprodurre il colore. Il lavoro di pittura è stato supervisionato da Larry Watson, che dipinse la vettura nel 1964. A Watson si unì Bill Carter, assistente originale, che realizzò la nuova finitura. Il pin-striping è stato applicato dopo il completamento dei lavori, da un discendente di colui che lo applicò in origine.
Il restauro degli interni è stato fatto da Joe Perez, che era stato il responsabile anche dell'allestimento della vettura originale. Il motore Chevrolet originale, con il suo raro carburatore a triplo corpo Stromberg 97 e il coperchio delle valvole con la pinna in alluminio, che è stato riparato e rimontato. La vettura è il soggetto in copertura del numero del marzo 2009 della rivista Hot Rod DeLuxe, versione retrò della rivista Hot Rod.